# Nuoto ai Giochi della XXVII Olimpiade - 200 metri misti femminili
Si sono svolte 5 batterie di qualificazione. Le prime 16 atlete si sono qualificate per le semifinali.

## Batterie
18 settembre 2000

### 1ª batteria
| Posizione | Atleta               | Paese        | Tempo   |
| --------- | -------------------- | ------------ | ------- |
| 1         | Irina Mulyayeva      | Kazakistan   | 2:22.72 |
| 2         | Alexandra Zertsalova | Kirghizistan | 2:24.09 |
| 3         | Meritxell Sabate     | Andorra      | 2:30.41 |
| 4         | Fernanda Jose Cuadra | Nicaragua    | 2:38.25 |

### 2ª batteria
| Posizione | Atleta                 | Paese         | Tempo   |
| --------- | ---------------------- | ------------- | ------- |
| 1         | Hana Cerna             | Rep. Ceca     | 2:17.58 |
| 2         | Alenka Kejžar          | Slovenia      | 2:18.33 |
| 3         | Carolyn Adel           | Suriname      | 2:19.17 |
| 4         | Nam Yoo-Sun            | Corea del Sud | 2:22.53 |
| 5         | Maria Virginia Garrone | Argentina     | 2:22.98 |
| 6         | Aikaterini Sarakatsani | Grecia        | 2:23.05 |
| 7         | Wai Yen Sia            | Malaysia      | 2:23.31 |
| 8         | Smiljana Marinović     | Croazia       | 2:25.24 |

### 3ª batteria
| Posizione | Atleta          | Paese         | Tempo   |
| --------- | --------------- | ------------- | ------- |
| 1         | Oxana Verevka   | Russia        | 2:13.48 |
| 2         | Tomoko Hagiwara | Giappone      | 2:15.16 |
| 3         | Gabrielle Rose  | Stati Uniti   | 2:15.55 |
| 4         | Nicole Hetzer   | Germania      | 2:16.98 |
| 5         | Kirsty Coventry | Zimbabwe      | 2:17.73 |
| 6         | Helen Norfolk   | Nuova Zelanda | 2:18.90 |
| 7         | Yasuko Tajima   | Giappone      | 2:21.65 |
| 8         | Diana Mocanu    | Romania       | 2:29.58 |

### 4ª batteria
| Posizione | Atleta           | Paese       | Tempo   |
| --------- | ---------------- | ----------- | ------- |
| 1         | Beatrice Căslaru | Romania     | 2:13.72 |
| 1         | Joanne Malar     | Canada      | 2:13.92 |
| 3         | Marianne Limpert | Canada      | 2:15.07 |
| 4         | Susan Rolph      | Regno Unito | 2:16.43 |
| 5         | Yseult Gervy     | Belgio      | 2:16.51 |
| 6         | Zhan Shu         | Cina        | 2:16.63 |
| 7         | Joscelin Yeo     | Singapore   | 2:19.18 |
| 8         | Anna Windsor     | Australia   | 2:19.44 |

### 5ª batteria
| Posizione | Atleta            | Paese       | Tempo   |
| --------- | ----------------- | ----------- | ------- |
| 1         | Yana Klochkova    | Ucraina     | 2:13.83 |
| 2         | Cristina Teuscher | Stati Uniti | 2:14.17 |
| 3         | Chen Yan          | Cina        | 2:16.01 |
| 4         | Federica Biscia   | Italia      | 2:16.09 |
| 5         | Elli Overton      | Australia   | 2:16.76 |
| 6         | Sabine Klenz      | Germania    | 2:17.18 |
| 7         | Vered Borochovski | Israele     | 2:18.99 |
| 8         | Kathryn Evans     | Regno Unito | 2:19.41 |

## Semifinali
18 settembre 2000

### 1° semifinale
| Posizione | Atleta           | Paese       | Tempo   |
| --------- | ---------------- | ----------- | ------- |
| 1         | Beatrice Căslaru | Romania     | 2:13.31 |
| 2         | Joanne Malar     | Canada      | 2:13.59 |
| 3         | Marianne Limpert | Canada      | 2:13.90 |
| 4         | Gabrielle Rose   | Stati Uniti | 2:14.40 |
| 5         | Federica Biscia  | Italia      | 2:15.71 |
| 6         | Elli Overton     | Australia   | 2:15.74 |
| 7         | Yseult Gervy     | Belgio      | 2:17.19 |
| 8         | Sabine Klenz     | Germania    | 2:17.51 |

### 2° Semifinale
| Posizione | Atleta            | Paese       | Tempo   |
| --------- | ----------------- | ----------- | ------- |
| 1         | Yana Klochkova    | Ucraina     | 2:13.08 |
| 2         | Cristina Teuscher | Stati Uniti | 2:13.47 |
| 3         | Oxana Verevka     | Russia      | 2:14.04 |
| 4         | Tomoko Hagiwara   | Giappone    | 2:15.09 |
| 5         | Chen Yan          | Cina        | 2:15.27 |
| 6         | Sue Rolph         | Regno Unito | 2:15.98 |
| 7         | Zhan Shu          | Cina        | 2:16.58 |
| 8         | Nicole Hetzer     | Germania    | 2:18.08 |

## Finale
19 settembre 2000
| Posizione | Atleta            | Paese       | Tempo   |
| --------- | ----------------- | ----------- | ------- |
|           | Yana Klochkova    | Ucraina     | 2:10.68 |
|           | Beatrice Căslaru  | Romania     | 2:12.57 |
|           | Cristina Teuscher | Stati Uniti | 2:13.32 |
| 4         | Marianne Limpert  | Canada      | 2:13.44 |
| 5         | Joanne Malar      | Canada      | 2:13.70 |
| 6         | Oxana Verevka     | Russia      | 2:13.88 |
| 7         | Gabrielle Rose    | Stati Uniti | 2:14.82 |
| 8         | Tomoko Hagiwara   | Giappone    | 2:15.64 |